# Urotrichus
Genre
Urotrichus, la Taupe du Japon, est un genre de mammifères insectivores de la famille des  Talpidae. C'est à présent un genre monospécifique depuis que la Taupe de True est classée dans un autre genre par plusieurs auteurs. 

## Liste d'espèces
Selon ITIS :
- Urotrichus talpoides Temminck, 1841 - Taupe des montagnes du Japon[1]

Auparavant classée dans ce genre, la Taupe de True est maintenant placée de préférence dans le genre Dymecodon.